# 垂水廉売市場
垂水廉売市場（たるみれんばいいちば）は兵庫県神戸市垂水区神田町の市場。2022年3月で営業終了となる。

## 歴史
1934年（昭和9年）2月に24店舗が参加して開設された。
住民の増加により路地が延長され1957年（昭和32年）には店舗数は80店舗になった。しかし、大型商業施設の進出や街区の老朽化が進み、2019年（令和元年）7月に垂水廉売市場を含む中央東地区の再開発について都市計画決定された。
2022年（令和4年）3月で営業終了（2021年12月末で閉店した店舗もある）。
跡地には高さ約100mの高層ビルが建設され、中高層部はマンション（約280戸）、低層部は商業施設となる予定である。